# 中华安息香
中华安息香（学名：Styrax chinensis）为安息香科安息香属下的一个种。